# Voice (Hiromi Uehara)
Voice è un album in studio della pianista jazz giapponese Hiromi Uehara, pubblicato nel 2011 col gruppo The Trio Project.

## Tracce
1. Voice - 9:13
2. Flashback - 8:39
3. Now or Never - 6:15
4. Temptation - 7:54
5. Labyrinth - 7:40
6. Desire - 7:19
7. Haze - 5:54
8. Delusion - 7:49
9. Beethoven's Piano Sonata N°8 - Pathetique (Ludwig van Beethoven) - 5:13

## Formazione
- Hiromi Uehara - piano
- Anthony Jackson - basso
- Simon Phillips - batteria